# Selva de tierras bajas del Congo nororiental
La selva de tierras bajas del Congo nororiental o Selva del noreste del Congo es una ecorregión de la ecozona afrotropical, definida por WWF, que se extiende por el norte de la República Democrática del Congo y el sur de la República Centroafricana. Está incluida en la lista Global 200 con el nombre de Northeastern Congo Basin Moist Forests (bosques húmedos del noreste de la cuenca del Congo).

## Descripción
Es una ecorregión de selva lluviosa que ocupa 533.500 kilómetros cuadrados en una región aproximadamente triangular entre la República Democrática del Congo y la República Centroafricana, cuyo límite septentrional viene marcado por la transición al bioma de sabana; al este limita con las montañas del Gran Valle del Rift y al oeste y al sur con el río Congo y sus afluentes.

## Fauna
Esta región alberga especies amenazadas, como el gorila oriental de llanura (Gorilla beringei graueri).

## Endemismos
Entre las especies endémicas destacan el okapi (Okapia johnstoni), la civeta acuática (Genetta piscivora) y el pavo real del Congo (Afropavo congensis).

## Estado de conservación
Vulnerable.